# 19972007 (アルバム)
『19972007』は、日本のビッグ・ビートユニット、BOOM BOOM SATELLITESのベストアルバム。2010年1月27日、gr8! recordsよりリリース。

## 概要
初のベストアルバム。収録曲はメンバーが選曲し、メンバー自ら全曲再ミックス、リマスタリングを施している。タイアップ曲も多数収録されている。ちなみに本作の制作に1か月かかった。
スタッフからは「ベストを出そう」と言われ続けていたが、当の本人らは「過去の作品を聴くと、当時の自分は未熟だったと思ってしまうから聴いていて辛くなる」（中野）という理由で拒み続けていた。しかし、いざ聴き直すと「客観的に面白い音楽だなぁと感じられた」（中野）そうで、ベストアルバムという一つの作品として世に出そうという気になれたという。
初回生産限定盤と通常盤の2形態でリリース。初回盤は過去のライブフェスの模様とPVを収録したDVD付き、スペシャルステッカー封入、三方背BOX&デジパック仕様。通常盤にも初回仕様があり、オリジナルロゴワイドキャップステッカー付き。
2010年2月19日、お笑い集団のキュートンがタワーレコード渋谷店前で敢行したゲリラパフォーマンスのBGMとして「Kick It Out」が本作の宣伝も兼ねて使用された。。
本作から7年後の2017年には、デビュー20周年を記念して、本作以降にリリースされた楽曲を収録した続編となる『20082016』と本作の2枚を合わせた新装盤『19972016』に加え、今作のリマスタリング再発盤として『19972007 -Remasterd-』の3作品が、3月1日に一斉同時発売がなされた。

## 収録曲

### Disc 1
1. Kick It Out (4:38)
初出：5thアルバム「ON」
2. WHAT GOES ROUND COMES AROUND (4:29)
初出：6thアルバム「EXPOSED」
3. LOOKING GLASS (1:01)
初出：2ndアルバム「UMBRA」
4. Pill (3:45)
初出：5thアルバム「ON」
5. MORNING AFTER (3:06)
初出：6thアルバム「EXPOSED」
6. LIGHT MY FIRE (4:52)
初出：3rdアルバム「PHOTON」
7. Let it All Come Down (4:42)
初出：4thアルバム「FULL OF ELEVATING PLEASURES」
8. 40 -FORTY- (5:59)
初出：3rdアルバム「PHOTON」
9. Girl (4:35)
初出：5thアルバム「ON」
10. Moment I Count (5:03)
初出：4thアルバム「FULL OF ELEVATING PLEASURES」
11. On The Painted Desert (8:29)
初出：1stアルバム「OUT LOUD」
ストリングス：交響詩篇さきっぽ絶頂ボンバーStringsグループ(「19972007 -Remastered-」のみ)
12. INTERGALACTIC (4:49)
初出：6thアルバム「EXPOSED」
13. SOLILOQUY (5:37)
初出：2ndアルバム「UMBRA」、6thシングル曲
14. PANACEA (1:28)
初出：2ndアルバム「UMBRA」
15. Stride (5:15)
初出：4thアルバム「FULL OF ELEVATING PLEASURES」

### Disc 2
1. EASY ACTION (4:29)
初出：9thシングル曲、6thアルバム「EXPOSED」
2. SHUT UP AND EXPLODE (3:37)
初出：6thアルバム「EXPOSED」
3. id (1:30)
初出：5thアルバム「ON」
4. Push Eject (5:29)
初出：1stシングル曲、1stアルバム「OUT LOUD」
5. JOYRIDE (5:06)
初出：1stミニアルバム「JOYRIDE」
6. YOUR REALITYS' A FANTASY BUT YOUR FANTASY IS KILLING ME(Featuring CHUCK D) (5:46)
初出：2ndアルバム「UMBRA」
7. BRANDNEW BATTERING RAM (5:48)
初出：2ndアルバム「UMBRA」
8. DRESS LIKE AN ANGEL (6:06)
初出：3rdアルバム「PHOTON」
9. Scatterin' Monkey (5:17)
初出：1stアルバム「OUT LOUD」
10. Rise and Fall (4:35)
初出：4thアルバム「FULL OF ELEVATING PLEASURES」
11. Dive For You (4:11)
初出：「アップルシード オリジナル・サウンドトラック」、8thシングル曲、4thアルバム「FULL OF ELEVATING PLEASURES」
12. Propeller (2:02)
初出：4thアルバム「FULL OF ELEVATING PLEASURES」
13. Anthem -reprise- (5:16)
初出：4thアルバム「FULL OF ELEVATING PLEASURES」
14. INGRAINED (6:42)
初出：2ndアルバム「UMBRA」
15. Echo Tail (4:05)
初出：4thアルバム「FULL OF ELEVATING PLEASURES」

全作詞・作曲・編曲：BOOM BOOM SATELLITES

### 初回特典DVD
1. LIGHT MY FIRE (FUJI ROCK FESTIVAL 2005)
2. Rise And Fall (JAPAN TOUR 2006)
3. MORNING AFTER (SSTV SWEET LOVE SHOWER 2008)
4. DIG THE NEW BREED (METAMORPHOSE 08)
5. Dive For You (JAPAN TOUR 2008)
6. Kick It Out (SUMMER SONIC 2009)
7. Kick It Out (PV)
8. WHAT GOES ROUND COMES AROUND (PV)
9. Pill (PV)
10. Girl (PV)
11. Moment I Count (PV)
12. INTERGALACTIC (PV)
13. EASY ACTION (PV)
14. Dive For You (PV)
15. Push Eject (PV)

## 演奏
- 平井直樹、佐野康夫、田沢公大：Drums
- 飛鳥ストリングス：Strings
- SANDY FAY, EVONY FAY, GARY ADKINS, YOKO & FRANK FOO (ex.DICE)：Chorus
- 五十嵐一生：Trumpet
- 竹内直：Sax & Flute
- AKITOMO (WALRUS)：Guitar
- KAORU (WALRUS)：Bass
- KOUJI SEKIGUCHI：Scratch